# Spetsslätskinn
Spetsslätskinn (Fibulomyces fusoideus) är en svampart som beskrevs av Jülich 1972. Fibulomyces fusoideus ingår i släktet Fibulomyces och familjen Atheliaceae.   Inga underarter finns listade i Catalogue of Life.
I den svenska databasen Dyntaxa används istället namnet Leptosporomyces fusoideus för samma taxon.  Arten är reproducerande i Sverige.